# Каф (двадцять друга літера арабської абетки)

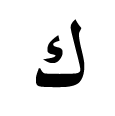
Ізольована форма літери

Каф (араб. كاف‎‎‎‎‎; ка̄ф) — двадцять друга літера арабської абетки, позначає звук [k]. Не слід плутати ка̄ф із к̣а̄ф — в українській мові їхні назви збігаються, проте їхнє звучання зовсім різне.
В ізольованій та кінцевій позиціях каф має вигляд ك; в початковій та серединній — كـ.
Каф належить до місячних літер.
Літері відповідає число 20.
У перській мові ця літера також має назву «каф» (перс. كاف), звучить як [k].

## В юнікоді
| Юнікод         | U+0643            |
| Ім'я в юнікоді | ARABIC LETTER KAF |
| HTML           | ك                 |
| ISO 8859-6     | 0xe3              |